# Атаксит
Атаксит је структурни тип гвоздених метеорита који садржи веома висок проценат никла уз гвожђе. Код њих се не јављају Видманштетенове структуре, а најзаступљенији минерал је таенит. Атаксити су најређи тип гвоздених метеорита и до сада је пронађено свега 50 примерака.
Име су добили од грчке речи која у преводу значи „без структуре“. Највећи метеорит који је икада пао на површину Земље, у Намибији 1920. године — Хоба метеорит, припада овој групи.